# Buckshot Roulette
Buckshot Roulette è un videogioco horror di genere punta e clicca del 2023 sviluppato e pubblicato da Mike Klubnika su itch.io.
È dotato di controlli punta e clicca e grafica in stile retrò. Il gioco è stato paragonato a Inscryption, caratterizzato da immagini  rudee industriali in contrasto con il suo stile più stravagante e fantasy. Klubnika ha anche composto la colonna sonora del gioco. È codificato nel Godot Game Engine.

## Trama
Il gioco inizia con il protagonista nel bagno di una discoteca sotterranea dove, attraverso un balcone interno in cui un personaggio ignoto fuma, accede nella stanza in cui si gioca la "Buckshot Roulette", una variante della roulette russa organizzata e giocata in prima persona da un'entità chiamata Il Dealer, che fa firmare al giocatore un documento che lo esonera da ogni responsabilità in caso di morte di quest'ultimo. Se il giocatore vince tutti e tre i round uccidendo il Dealer, si porta a casa una somma di denaro equivalente al punteggio ottenuto; se perde al terzo round muore e si risveglia nel purgatorio del Dealer.

## Modalità di gioco
Il gioco prevede che il giocatore giochi alla roulette russa con un'entità misteriosa conosciuta come Il Dealer (un'intelligenza artificiale), con l'uso di un fucile a pompa calibro 12 anziché di una rivoltella.
Il gioco consiste in tre round, all'inizio dei quali il Dealer carica il fucile con un certo numero di proiettili pieni e a salve in ordine casuale. Il giocatore sceglie di sparare al Dealer o a se stesso; scegliendo quest'ultima opzione e sparando un proiettile a salve si salta il turno del Dealer e il giocatore ottiene un altro turno.
Sia il Dealer che il giocatore ricevono la stessa quantità di cariche del defibrillatore, che rianimeranno il giocatore o il Dealer quando uno dei due viene colpito da un proiettile pieno. Un round viene vinto quando le cariche del defibrillatore del Dealer si azzerano e si perde quando si azzerano le proprie. Se il giocatore perde nei primi due round, può rigenerarsi illimitatamente, il che ripristina il round in cui ha perso; tuttavia, se il giocatore perde nell'ultimo round, il gioco finisce e deve ricominciare. Se il caricatore viene svuotato e nessuna delle parti ha perso tutte le cariche, il Dealer carica nuovamente il fucile.
Gli oggetti (una lente d'ingrandimento, un coltello, una lattina di birra, un pacchetto di sigarette e un paio di manette) vengono regolarmente distribuiti a entrambe le parti dall'inizio del secondo round, il che può dare un vantaggio a chi li utilizza.
Il 12 gennaio 2024, il gioco ha ricevuto l'aggiornamento "v1.1", che ha aggiunto un nuovo elemento di gioco noto come "Raddoppia o niente", o quella che alcuni chiamano "Modalità infinita". Si accede a questa modalità di gioco se il giocatore prende delle pillole nel bagno all'inizio del gioco. Se preso, ad ogni round viene assegnato un numero casuale di oggetti, e di proiettili pieni o a salve. Dopo aver battuto il Dealer, al giocatore viene chiesto di continuare il gioco e raddoppiare i propri guadagni, fino a quando non perde, il che costringerà il giocatore a ricominciare indipendentemente dal round in cui si trovava, o a scegliere di andarsene con i propri soldi.

## Colonna sonora
1. Blank Shell
2. General Release
3. Before Every Load
4. Socket Calibration
5. Monochrome LCD
6. 70K
7. You Are an Angel

## Accoglienza
Il gioco ha rapidamente guadagnato popolarità su TikTok, il che ha successivamente portato ad una maggiore popolarità su YouTube. Ha ottenuto elogi per la sua somiglianza con Inscryption, con diversi critici che hanno elogiato l'elemento strategico introdotto dal sistema di oggetti del gioco.